# Nearcha pyrosema
Nearcha pyrosema là một loài bướm đêm trong họ Geometridae.